# كاشاتشي
كاشاتشي (بالسيريلية Кашићи) هي قرية في البوسنة والهرسك. وهي تقع في بلدية كونييتش التابعة لكانتون الهرسك-نيريتفا في اتحاد البوسنة والهرسك. طبقا لنتائج تعداد البوسنة عام 2013 فقد كان عدد سكانها 49 نسمة.

## التركيبة السكانية
| 1961 | 1971 | 1981 | 1991 | 2013 |
| ---- | ---- | ---- | ---- | ---- |
| 149  | 158  | 144  | 115  | 49   |

## وصلات خارجية
- Maplandia (بالإنجليزية)